# Multinucleat
Multinucleades (o polinucleades) són cèl·lules dels organismes eucariotes que tenen més d'un nucli per cèl·lula, és a dir, que molts nuclis comparteixen un citoplasma comú. La mitosi en les cèl·lules multinucleades pot donar-se de manera sincrònica coordinada, on tots els nuclis es divideixen simultàniament, o bé de manera asíncrona on els nuclis individuals es divideixen independentment en el temps i l'espai.

## Mecanismes i tipus
Les cèl·lules multinucleades, segons el mecanisme amb el que s'han format es poden dividir en:
- Sincitis (formats per fusió cel·lular) i
- Cenòcits o plasmodis (formats per divisió nuclear que no és seguida per la citoquinesi).

## Exemples
Els exemples, en sincitis per fusió de la membrana plasmàtica de les cèl·lules, inclouen els sistemes músculo-esquelètics dels mamífers, les cèl·lules tapetals de les plantes i les cèl·lules d'emmagatzematge de les llavors de l'avet Douglas.
En cenòcits els exemples inclouen les cèl·lules dels fongs mucilaginosos i el paràsit Plasmodium que cusa la malària.
Els tumors que fan metàstasi també són multinucleats.